# Gongora amparoana
Gongora amparoana är en orkidéart som beskrevs av Rudolf Schlechter. Gongora amparoana ingår i släktet Gongora och familjen orkidéer.
Artens utbredningsområde är Costa Rica. Inga underarter finns listade i Catalogue of Life.